# Rańsk (gromada)
Rańsk – dawna gromada, czyli najmniejsza jednostka podziału terytorialnego Polskiej Rzeczypospolitej Ludowej w latach 1954–1972.
Gromady, z gromadzkimi radami narodowymi (GRN) jako organami władzy najniższego stopnia na wsi, funkcjonowały od reformy reorganizującej administrację wiejską przeprowadzonej jesienią 1954 do momentu ich zniesienia z dniem 1 stycznia 1973, tym samym wypierając organizację gminną w latach 1954–1972.
Gromadę Rańsk z siedzibą GRN w Rańsku utworzono – jako jedną z 8759 gromad na obszarze Polski – w powiecie szczycieńskim w woj. olsztyńskim na mocy uchwały nr 27 WRN w Olsztynie z dnia 4 października 1954. W skład jednostki weszły obszary dotychczasowych gromad Rańsk, Kałęczyn, Jeleniewo i Targowska Wola oraz miejscowość Targowska Wólka z dotychczasowej gromady Targowo ze zniesionej gminy Rańsk, a także miejscowość Grodzisko z dotychczasowej gromady Popowa Wola ze zniesionej gminy Kobułty, w tymże powiecie. Dla gromady ustalono 11 członków gromadzkiej rady narodowej.
Gromadę zniesiono 31 grudnia 1961, a jej obszar włączono do gromady Orzyny w tymże powiecie.